# Arend Jacob Unico van Wassenaer Catwijck

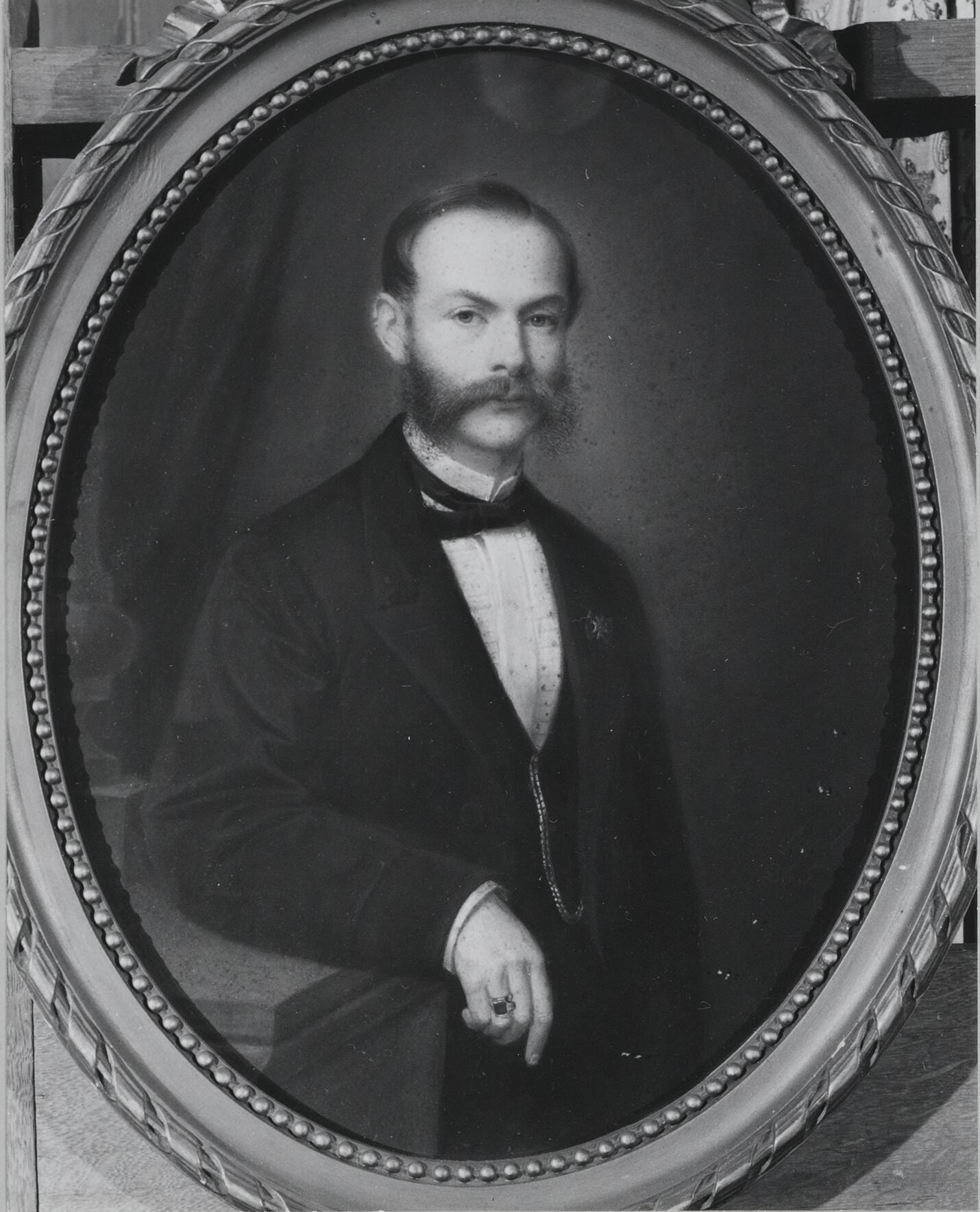
Arend Jacob Unico baron van Wassenaer Catwijck (door Heinrich Siebert (I), 1865)

Arend Jacob Unico baron van Wassenaer Catwijck (Nijmegen, 26 september 1825 − Driebergen, 18 januari 1876) was een Nederlands burgemeester.

## Biografie
Van Wassenaer werd geboren als telg uit het oud-adellijke geslacht Van Wassenaer en een zoon van Otto baron van Wassenaer, heer van de beide Katwijken, 't Zandt en Valkenburg (1795-1858), lid Provinciale Staten en Ridderschap van Gelderland, en Jacqueline Cornélie barones van Balveren, vrouwe van Weurt en Hoekelom (1792-1858), telg uit het geslacht Van Balveren. In de zomer van 1848 werd hij burgemeester en secretaris van Hemmen (Gelderland), hetgeen hij zou blijven tot zijn benoeming in 1850 tot burgemeester van de  gemeenten Driebergen, Rijsenburg en Sterkenburg. In 1857 ging Sterkenburg op in de gemeente Rijsenburg; beide andere ambten zou hij tot 1874 vervullen. Vervolgens was hij nog commissaris van de Nederlandse Rijnspoorweg Maatschappij.
Van Wassenaer trouwde in 1851 met jkvr. Gerardina Andrea Helena Brantsen (1828-1882), telg uit het geslacht Brantsen en dochter van mr. Derk Willem Gerard Johan Hendrik baron Brantsen van de Zijp (1801-1851). Zij kregen vijf kinderen.
A.J.U. baron van Wassenaer Catwijck overleed in 1876 op 50-jarige leeftijd.